# Discoglypha locupletata
Discoglypha locupletata là một loài bướm đêm trong họ Geometridae.